# Comuna Kuibîșeve, Snihurivka
Kuibîșeve (în ucraineană Куйбишеве) este o comună în raionul Snihurivka, regiunea Mîkolaiiv, Ucraina, formată din satele Burhanivka, Kuibîșeve (reședința) și Liubîmivka.

## Demografie
Componența lingvistică a comunei Kuibîșeve
     Ucraineană (97,04%)
     Rusă (2,7%)
     Alte limbi (0,26%)
Conform recensământului din 2001, majoritatea populației comunei Kuibîșeve era vorbitoare de ucraineană (97,04%), existând în minoritate și vorbitori de rusă (2,7%).